# Campionato mondiale maschile di pallacanestro Under-19 1999
Il 6º Campionato mondiale maschile di pallacanestro Under-19 (noto anche come 1999 FIBA Under-19 World Championship) si è svolto in Portogallo, a Porto, Aveiro, Almada, Faro e Lisbona, dal 15 al 25 luglio 1999.

## Squadre partecipanti
- Argentina
- Australia
- Brasile
- Cina
- Croazia
- Egitto
- Giappone
- Grecia

- Lettonia
- Nigeria
- Portogallo
- Qatar
- Russia
- Spagna
- Stati Uniti
- Venezuela

## Classifica finale
| Campione del Mondo | Campione del Mondo | Campione del Mondo | Campione del Mondo |
| --- | ------------------ | --- | ------------------ |
| Spagna under 194 Cabeza, 5 Rodríguez, 6 Cabezas, 7 Navarro, 8 González, 9 Reyes, 10 Drame, 11 Bueno, 12 Herráiz, 13 Gabriel, 14 López, 15 Gasol, All. - |                    | |                    |
| Argento | Stati Uniti        | Stati Uniti under 194 Logan, 5 Dooling, 6 Hall, 7 Carroll, 8 Jacobsen, 9 Lepore, 10 C. Williams, 11 Simmons, 12 Collison, 13 Parker, 14 L. Williams, 15 Wright, All. Rob Evans              |                    |
| Bronzo | Croazia            | Croazia under 194 Subotić, 5 Samac, 6 Malić, 7 Morić, 8 Devčić, 9 Džidić, 10 Planinić, 11 Stojić, 12 Bagarić, 13 Pehar, 14 Žižić, 15 Škalabrin, All. -                                      |                    |
| 4. | Argentina          | Argentina under 194 Alba, 5 Kammerichs, 6 Mikulas, 7 Ciorciari, 8 Camargo, 9 Carrizo-Codova, 10 Calderón, 11 Franco, 12 Malara, 13 Lauro, 14 Leiva, 15 Chahab, All. -                       |                    |
| 5. | Australia          | Australia under 194 Rice, 5 Spencer-Gardner, 6 Clowry, 7 Andersen, 8 Looke, 9 Latimer, 10 Majstrovich, 11 Black, 12 Sheridan, 13 Wardrope, 14 Brown, 15 Quick, All. -                       |                    |
| 6. | Russia             | Russia under 194 Archipov, 5 Miloserdov, 6 Truškin, 7 Djačok, 8 Eršov, 9 Karimov, 10 Toporov, 11 Vochmjanin, 12 Padius, 13 Sergienko, 14 Pivcajkin, 15 Kirilenko, All. -                    |                    |
| 7. | Grecia             | Grecia under 194 Mantzanas, 5 Papamakarios, 6 Pappas, 7 Petropoulos, 8 Dorkofikīs, 9 Pettas, 10 Diamantopoulos, 11 Yfantīs, 12 Fōtsīs, 13 Papadopoulos, 14 Agadakos, 15 Glyniadakīs, All. - |                    |
| 8. | Brasile            | Brasile under 194 Diego, 5 Di, 6 Gehrke, 7 Jefferson Sobral, 8 Luiz Felipe, 9 Manteguinha, 10 Tiagão, 11 Gil, 12 Guilherme, 13 Lucão, 14 Jorginho, 15 João Paulo, All. -                    |                    |
| 9. | Lettonia           | Lettonia under 194 Pīpiķis, 5 Grafs, 6 Amoliņš, 7 Suraks, 8 Cipruss, 9 Ļaksa, 10 Valters, 11 Vaikulis, 12 Blūms, 13 Jumiķis, 14 Ozols, 15 Šnikvalds, All. -                                 |                    |
| 10. | Qatar              | Qatar under 194 al-Nasr, 5 al-Kuwari, 6 Salem, 7 Mubarak, 8 Farah, 9 Mousa, 10 Musa, 11 Rahman, 12 Ismaiel, 13 Ali, 14 Zaidan, 15 Omer, All. -                                              |                    |
| 11. | Nigeria            | Nigeria under 194 Odaudu, 5 Varem, 6 Lasege, 7 Oboh, 8 Makun, 9 Oguns, 10 Jibril, 11 Ideh, 12 Eze, 13 Williams, 14 Okafor, 15 Oyedeji, All. -                                               |                    |
| 12. | Venezuela          | Venezuela under 194 Romero, 5 Julio, 6 Salcedo, 7 Caten, 8 Brito, 9 Rodríguez, 10 L. Berroterán, 11 Blanco, 12 Cappare, 13 M. Berroterán, 14 Nava, 15 Herrera, All. -                       |                    |
| 13. | Egitto             | Egitto under 194 Abdel Aziem, 5 O. Hussein, 6 Gunady, 7 S. Hussein, 8 Abdel Bary, 9 Fanan, 10 el-Sehrty, 11 Badran, 12 el-Kirdani, 13 Khalifa, 14 Sarhan, 15 Khedr, All. -                  |                    |
| 14. | Giappone           | Giappone under 194 Tabuse, 5 Kashiwakura, 6 Kikuchi, 7 Murayama, 8 Hongo, 9 K. Sato, 10 Wakatsuki, 11 Uzawa, 12 Katsumata, 13 Yamada, 14 Nagasawa, 15 T. Sato, All. -                       |                    |
| 15. | Cina               | Cina under 194 Lin, 5 Li Ke, 6 Yue, 7 Wang, 8 Liu, 9 Dai, 10 Yan, 11 Jiao, 12 Tang, 13 Mo, 14 Jia, 15 Li D., All. -                                                                         |                    |
| 16. | Portogallo         | Portogallo under 194 Fechas, 5 Simões, 6 Silva, 7 Pitra, 8 Neves, 9 Pinto, 10 Fernandes, 11 Cunha, 12 de Amorim, 13 Gonçalves, 14 Camará, 15 Santos, All. -                                 |                    |